# 9415 Yujiokimura
9415 Yujiokimura è un asteroide della fascia principale. Scoperto nel 1995, presenta un'orbita caratterizzata da un semiasse maggiore pari a 2,2004214 UA e da un'eccentricità di 0,0705378, inclinata di 3,07885° rispetto all'eclittica.